# Knife Party
Knife Party ist ein australisches House/Dubstep-Duo, das im Jahr 2011 von zwei Mitgliedern der Drum-and-Bass-Band Pendulum, Rob Swire und Gareth McGrillen, gegründet wurde.

## Geschichte
Bevor es offiziell wurde, dass die Band gegründet werden würde, betonte Rob Swire, dass das Projekt nicht viel mit Pendulum gemeinsam haben würde, indem er auf seiner SoundCloud-Seite einen Sound namens Not Pendulum postete. Ihre erste EP 100% No Modern Talking wurde erstmals am 12. Dezember 2011 beim Label EarStorm veröffentlicht und erreichte in Australien Platz 32 der Charts. Sie enthält vier Tracks: Internet Friends, Destroy Them with Lazers, Tourniquet und Fire Hive. Die EP erreichte eine Platzierung in den australischen Single-Charts und der Titel Internet Friends konnte durch starke Downloads in die britischen Single-Charts vorrücken, womit sie erstmals eine Single-Chartplatzierung erreichten.
Ende 2011 veröffentlichten Knife Party ihre Zusammenarbeit mit dem schwedischen DJ- und Produzenten-Trio Swedish House Mafia. Der Track trägt den Titel Antidote und bildete ein Crossover zwischen ihrem Dubstep- und dem Electro-House-Stil der Swedish House Mafia. Sie erreichten unter anderem Platz 63 in Deutschland, Platz 17 in Schweden, Platz 100 in ihrer Heimat sowie die Top-5 in Großbritannien. Der Track verkaufte sich knapp 320 Tausend Mal. Insbesondere das offizielle Musikvideo erreichte Aufmerksamkeit. Jedoch wurde dieses aufgrund expliziter Inhalte gesperrt, weshalb kurz darauf eine überarbeitete Version erschien, die sich inhaltlich jedoch vom Original unterschied.
Am 6. Mai 2012 hätte eine zweite EP mit dem Namen Rage Valley erscheinen sollen, auf der die Tracks Rage Valley (welcher zuvor als Fuck ’em bekannt war), Centipede, Sleaze und Bonfire enthalten sind. Die Veröffentlichung wurde allerdings auf den 28. Mai 2012 verschoben. An diesem Tag wurde sie dann auch via Beatport veröffentlicht.
Am 6. Mai 2013 erschien die Haunted House EP, welche die vier Tracks Power Glove, LRAD, EDM Deathmachine und einen VIP-Mix von Internet Friends enthält. Letzteres wurde ursprünglich nicht für die Titelliste vorgesehen, da jedoch die finale Version ihrer Kollaboration mit Hardwell Baghdad nicht zufriedenstellend war, entschieden sie sich für den VIP-Mix. LRAD, das zweite Lied aus der EP erreichte in den Beatport-Charts nach zwei Tagen auf Platz 1 der Beatport Top 100. Nach zwei Wochen hielt sich LRAD in den Top 10 der Main Charts. Der Titel hob sich stilistisch von ihren anderen Liedern ab und vertritt einen der Mitbegründer der 2013 aufstrebenden Big-Room-Schiene. Power Glove konnte sich in den britischen Single-Charts platzieren.
Für Ende 2014 kündigten sie ihr Debüt-Album an. Dieses trägt den Titel Abandon Ship und sorgte insbesondere in den USA, Großbritannien und ihrer Heimat für großen Erfolg. Stilistisch waren die Lieder weit gefächert. Bereits vorab wurden die Lieder Resistance, Begin Again und Boss Mode als Single ausgekoppelt.
Am 20. November 2015 erschien die EP Trigger Warning sowie im Folgejahr Battle Sirens.
Am 19. Juli 2019 erschien die EP Lost Souls.

## Diskografie

### Studioalben
| Jahr | Titel        | Höchstplatzierung, Gesamtwochen, AuszeichnungChartplatzierungen (Jahr, Titel, Platzierungen, Wochen, Auszeichnungen, Anmerkungen) | Höchstplatzierung, Gesamtwochen, AuszeichnungChartplatzierungen (Jahr, Titel, Platzierungen, Wochen, Auszeichnungen, Anmerkungen) | Höchstplatzierung, Gesamtwochen, AuszeichnungChartplatzierungen (Jahr, Titel, Platzierungen, Wochen, Auszeichnungen, Anmerkungen) | Höchstplatzierung, Gesamtwochen, AuszeichnungChartplatzierungen (Jahr, Titel, Platzierungen, Wochen, Auszeichnungen, Anmerkungen) | Höchstplatzierung, Gesamtwochen, AuszeichnungChartplatzierungen (Jahr, Titel, Platzierungen, Wochen, Auszeichnungen, Anmerkungen) | Höchstplatzierung, Gesamtwochen, AuszeichnungChartplatzierungen (Jahr, Titel, Platzierungen, Wochen, Auszeichnungen, Anmerkungen) | Anmerkungen           |
| Jahr | Titel        | DE | AT | CH | UK | US | AU | Anmerkungen           |
| ---- | ------------ | --- | --- | --- | --- | --- | --- | --------------------- |
| 2014 | Abandon Ship | — | — | — | UK39 (1 Wo.)UK | US40 (1 Wo.)US | AU20 (3 Wo.)AU | Erstveröffentlichung: |

### EPs
| Jahr | Titel                  | Höchstplatzierung, Gesamtwochen, AuszeichnungChartplatzierungen (Jahr, Titel, Platzierungen, Wochen, Auszeichnungen, Anmerkungen) | Höchstplatzierung, Gesamtwochen, AuszeichnungChartplatzierungen (Jahr, Titel, Platzierungen, Wochen, Auszeichnungen, Anmerkungen) | Höchstplatzierung, Gesamtwochen, AuszeichnungChartplatzierungen (Jahr, Titel, Platzierungen, Wochen, Auszeichnungen, Anmerkungen) | Höchstplatzierung, Gesamtwochen, AuszeichnungChartplatzierungen (Jahr, Titel, Platzierungen, Wochen, Auszeichnungen, Anmerkungen) | Höchstplatzierung, Gesamtwochen, AuszeichnungChartplatzierungen (Jahr, Titel, Platzierungen, Wochen, Auszeichnungen, Anmerkungen) | Höchstplatzierung, Gesamtwochen, AuszeichnungChartplatzierungen (Jahr, Titel, Platzierungen, Wochen, Auszeichnungen, Anmerkungen) | Anmerkungen                             |
| Jahr | Titel                  | DE | AT | CH | UK | US | AU | Anmerkungen                             |
| ---- | ---------------------- | --- | --- | --- | --- | --- | --- | --------------------------------------- |
| 2011 | 100% No Modern Talking | — | — | — | — | — | AU31 (15 Wo.)AU | Erstveröffentlichung: 12. Dezember 2011 |
| 2012 | Rage Valley            | — | — | — | UK71 a (1 Wo.)UK | US75 (1 Wo.)US | — | Erstveröffentlichung: 27. Mai 2012      |
| 2013 | Haunted House          | — | — | — | — | US37 (15 Wo.)US | — | Erstveröffentlichung: 5. Mai 2013       |

Weitere EPs
- 2015: Trigger Warning
- 2016: Battle Sirens

### Singles
| Jahr | Titel Album                             | Höchstplatzierung, Gesamtwochen, AuszeichnungChartplatzierungen (Jahr, Titel, Album, Platzierungen, Wochen, Auszeichnungen, Anmerkungen) | Höchstplatzierung, Gesamtwochen, AuszeichnungChartplatzierungen (Jahr, Titel, Album, Platzierungen, Wochen, Auszeichnungen, Anmerkungen) | Höchstplatzierung, Gesamtwochen, AuszeichnungChartplatzierungen (Jahr, Titel, Album, Platzierungen, Wochen, Auszeichnungen, Anmerkungen) | Höchstplatzierung, Gesamtwochen, AuszeichnungChartplatzierungen (Jahr, Titel, Album, Platzierungen, Wochen, Auszeichnungen, Anmerkungen) | Höchstplatzierung, Gesamtwochen, AuszeichnungChartplatzierungen (Jahr, Titel, Album, Platzierungen, Wochen, Auszeichnungen, Anmerkungen) | Höchstplatzierung, Gesamtwochen, AuszeichnungChartplatzierungen (Jahr, Titel, Album, Platzierungen, Wochen, Auszeichnungen, Anmerkungen) | Anmerkungen                                                 |
| Jahr | Titel Album                             | DE | AT | CH | UK | US | AU | Anmerkungen                                                 |
| ---- | --------------------------------------- | --- | --- | --- | --- | --- | --- | ----------------------------------------------------------- |
| 2011 | Internet Friends 100% No Modern Talking | — | — | — | UK83 Silber · (3 Wo.)UK | — | — | Nicht als Single veröffentlicht Verkäufe: + 200.000         |
| 2011 | Antidote Until Now                      | DE63 (2 Wo.)DE | AT30 (3 Wo.)AT | CH70 (1 Wo.)CH | UK4 Silber · (5 Wo.)UK | — | — | Erstveröffentlichung: 16. Dezember 2011 Verkäufe: + 320.000 |
| 2012 | Rage Valley                             | — | — | — | UK71 (1 Wo.)UK | — | — | Nicht als Single veröffentlicht                             |
| 2012 | Bonfire Rage Valley                     | — | — | — | UK45 Silber · (9 Wo.)UK | — | — | Nicht als Single veröffentlicht Verkäufe: + 200.000         |
| 2012 | Centipede Rage Valley                   | — | — | — | UK86 (2 Wo.)UK | — | — | Nicht als Single veröffentlicht                             |
| 2013 | Power Glove Haunted House               | — | — | — | UK43 (1 Wo.)UK | — | — | Nicht als Single veröffentlicht                             |

### Remixe
- 2011: Swedish House Mafia – Save the World
- 2011: Porter Robinson – Unison
- 2011: Nero – Crush on You
- 2012: Labrinth – Last Time